# أندريا راو
أندريا راو (بالألمانية: Andrea Rau)‏ هي عارضة وممثلة ألمانية، ولدت في 31 أكتوبر 1947 بشتوتغارت في ألمانيا.

## وصلات خارجية
- أندريا راو على موقع IMDb (الإنجليزية)
- أندريا راو على موقع ألو سيني (الفرنسية)
- أندريا راو على موقع أول موفي (الإنجليزية)
- أندريا راو على موقع ديسكوغز (الإنجليزية)
- أندريا راو على موقع قاعدة بيانات الفيلم (الإنجليزية)
- أندريا راو على موقع كينوبويسك (الروسية)